# Галой-юрт
Галой-юрт — уничтоженное село, которое располагалось на равниной части Чечни, на берегу реки Сунжа, между сёлами Закан-Юрт и Казах-Кичу.

## История
В феврале 1832 года селение Гала-юрт, а так же Алхан-Юрт, Закан-юрт, Казах-Кичу, Албару, Большой Кулар и Малый Кулар были уничтожены отрядом Вельяминова.
В 1850 году жители села были переселены в Малую Чечню русскими войсками.
Также о переселении пишет и Волкова. Согласно её данным, жители Галой-юрта вместе с жителями сёл Амир-хан-Гечу, Шаты-юрт, Мачик-юрт и др. были переселены в Малую Чечню.